# Mariama Barry
Mariama Barry, née à Dakar, est une romancière sénégalaise et juriste exerçant en France. Elle publie son premier livre La petite Peule en 2000.

## Biographie
Mariama Barry est née à Dakar. Elle grandit tout d’abord dans la capitale sénégalaise. Son enfance y est difficile. Elle est qualifiée de ndjouddou par ses oncles, ce qui signifie une enfant née en terre étrangère qui ne connaît pas les codes ethniques des peuls du Fouta-Djalon dont sont originaires ses parents. S’y ajoute le traumatisme de l'excision puis, quelques années plus tard, le divorce des parents, avec la garde des enfants confiée à son père et le départ de sa mère qui l'oblige à prendre en charge, en tant qu’aînée des sept  enfants, les tâches ménagères de la famille. « Le cahier d'école cède la place aux tâches ménagères »,,,. Le père  installe ensuite la famille en Guinée, alors qu’elle est adolescente. Il lui permet d’échapper à un mariage forcé, mais quitte à son tour le foyer familial. Une grand-mère supplée en partie à l’absence des parents. Elle quitte ensuite l’Afrique pour la France. Arrivée en France, elle entreprend de mener des études supérieures de droit et de notariat, puis travaille dans ce domaine. En 2008, elle participe également au jury de la 8e édition du Festival international du film de Marrakech,.
En parallèle de son activité de juriste, elle se consacre à l’écriture, reprenant sous forme de fictions, écrites à la première personne, ses écrits intimes. Son premier ouvrage, « une autobiographie romanesque », La petite Peule, est publiée en 2000 aux éditions Mazarine et raconte cette expérience de fillette africaine à qui on a volé son enfance,,,. Elle y dénonce la condition des femmes, les violences et l'accès difficile à l'éducation, et obtient par cet ouvrage une reconnaissance internationale. Un deuxième ouvrage, publié en 2007 chez Gallimard, Le cœur n’est pas un genou que l’on plie, est consacré aux années d’adolescence en Guinée, qui décrit également sans ambages le climat du pays, vu par une adolescente, sous le régime de Sékou Touré,.

## Œuvres
- 2000 : La petite Peule, Paris, Editions Mazarine  (ISBN 2863743228)
- 2007 : Le cœur n’est pas un genou que l’on plie, Paris, Gallimard  (ISBN 9782070783960)